# August Lehmann
August Lehmann (né le 26 janvier 1909 à Zurich et mort le 13 septembre 1973) était un joueur de football suisse, qui évoluait en défense.

## Biographie
Durant sa carrière de club, Lehmann passe sa carrière dans trois clubs du championnat suisse, tout d'abord le FC Zurich, le FC Lausanne-Sport et enfin le Grasshopper-Club Zurich. 
Il joue d'ailleurs dans son dernier club lorsqu'il participe à la coupe du monde 1938 en France, où la sélection parvient jusqu'en quart-de-finale.